# Альма Беннетт
А́лма Бе́ннетт (англ. Alma Bennett; 9 квітня 1904, Сіетл — 16 вересня 1958 Лос-Анджелес) — американська акторка часів німого кіно.

## Кар'єра
Дебютувала на великому екрані 1915 році, знявшись за наступні роки в 64 кінокартинах. З початком ери звукового кіно її акторська кар'єра завершилася.

## Приватне життя
Була у шлюбі з акторами Гері Спінґлером (Harry Spingle, 1929—1953) і Блекі Уайтфордом (1954—1958). 
Алма Беннетт померла напівзабута у віці 54 років.

## Фільмографія
| Рік  |   | Українська назва               | Оригінальна назва              | Роль              |
| ---- | - | ------------------------------ | ------------------------------ | ----------------- |
| 1921 | ф | The Affairs of Anatol          | The Affairs of Anatol          |                   |
| 1923 | ф | The Face on the Bar-Room Floor | The Face on the Bar-Room Floor |                   |
| 1923 | ф | Three Jumps Ahead              | Three Jumps Ahead              |                   |
| 1924 | ф | Завтрашній світанок            |                                |                   |
| 1924 | ф | Тріумф                         | Triumph                        |                   |
| 1924 | ф | Її друг                        |                                |                   |
| 1925 | ф | Загублений світ                | The Lost World                 | Гледіс Хангерфорд |
| 1926 | ф | Don Juan's Three Nights        | Don Juan's Three Nights        |                   |
| 1927 | ф | Довгі штани                    | Long Pants                     |                   |